# Connexine 26
La connexine 26, abrégé couramment CX 26,  est une protéine transmembranaire dont le déficit donne l'une des formes les plus fréquentes de surdité d'origine génétique. Son gène est le GJB2  (« gap junction bêta 2 ») situé sur le chromosome 13 humain.

## Structure
Le nombre « 26 » indique son poids en Kdaltons. Ces protéines constituent des jonctions communicantes (« gap junction ») entre les cellules de la cochlée, permettant, entre autres, la circulation des ions potassium.
la connexine 26 et la connexine 30 forment ainsi des canaux ioniques homotypiques ou hétérotypiques, chacun ayant leur propre propriété électrophysiologique, les hétérodimères 26-30 ayant une réponse au signal calcique plus rapide.

## En médecine
Son déficit donne une surdité à transmission autosomique récessive. Cette surdité peut être variable et progresser dans le temps.